# Жилинский, Арвид Янович
Арвид Янович Жилинский (Арвидс Жилинскис, латыш. Arvīds Žilinskis; 18 [31] марта 1905, Саукская волость — 31 октября 1993, Рига) — латышский, советский композитор, пианист, педагог. Народный артист СССР (1983).

## Биография
Родился 18 (31) марта 1905 года в Саукской волости (по другим источникам — в Сауке) (ныне в Виеситском крае, Латвия) в семье фермера Яна Жилинскиса и его жены Евы.
Во время Первой мировой войны семья переехала в Харьков, где в 1916—1918 годах обучался в Харьковском музыкальном училище по классу фортепиано. В 1927 году окончил Латвийскую консерваторию (ныне Латвийская музыкальная академия имени Язепа Витола) по классу фортепиано у Б. Рогге, в 1933 году — по классу композиции у Я. Витолса.
В 1927—1937 годах преподавал игру на фортепиано в Рижской народной консерватории, с 1937 года — в Латвийской консерватории (с 1947 года — доцент, с 1967 — профессор).
С 1927 года выступал как пианист.
Умер 31 октября 1993 года в Риге. Похоронен на Лесном кладбище.

## Награды и звания
- Заслуженный деятель искусств Латвийской ССР (1954)[5]
- Народный артист Латвийской ССР (1965)
- Народный артист СССР (1983)
- Государственная премия Латвийской ССР (1967)
- Два ордена Трудового Красного Знамени (1956, 1975)

## Творчество
- оперы — «Золотой конь» (по пьесе Я. Райниса, 1964), «Вей, ветерок» (по пьесе Я. Pайниса, 1969), «Майя и Пайя» (1980)
- музыкальные комедии — «В краю голубых озёр» (текст Э. Залите, 1954), «Тайна красного мрамора» (1970), «Только розы» (1977)
- оперетты — «Шесть маленьких барабанщиков» (по комедии A. Алунана, 1955), «Парни с янтарного моря» (1964)
- детские балеты — «Марите» (1941), «Спридитис» (по пьесе A. Бригадере, 1957), «Чиполлино» (по Дж. Pодари, 1970), «Волшебная птица Лолиты» (1974), «Кошкина мельница» (1987)
- кантаты — «Руки труда — две сестры» (сл. А. Веян, 1961), «Юность Октября» (сл. В. Руя), «О Ленине и латышских стрелках» (сл. Ю. Ванагса, 1970) и 3 других
- для оркестра — Балетная сюита (1947)
- для фортепиано с оркестром — концерты (1946, 1983)
- для валторны с оркестром — концерт (1985)
- для скрипки с оркестром — концертино (1956, 2 редакция — 1958)
- для голоса с оркестром — поэма-монолог «Памятник» (сл. Я. Плотниака, 1967)
- для фортепиано — 2 сонаты (1932, 1952), 5 сонатин (1947—1962), Картинки родины (1935—1940), Вариации (1931), Легенда (1932), Памяти (посвящена А. Калныньшу, 1952), Детские картинки (1952), «Утренняя зарядка»[6]
- для фагота и фортепиано — Лирическая соната (1965)
- сонатины с фортепиано — для тромбона (1964), кларнета (1966), гобоя (1968), английского рожка (1968)
- для голоса и фортепиано — циклы романсов: «Золотой обруч» (сл. Пурвс, 1964), «В ивах озера ветер поет» (сл. А. Григулиса, 1968), «Вечерние рассказы в селе»
- для хора — более 60 песен
- 250 романсов на слова А. Пушкина, Я. Пурвса, А. Рун, А. Силабриеде, А. Круклиса, Я. Плаудиса, Э. Залите и др.
- 200 песен для детей и молодежи (сл. Я. Райниса, 1947)
- 120 вокальных дуэтов
- пьесы для органа, скрипки, виолончели, валторны и фортепиано
- музыка для театра и кино, в том числе: «Белые колокольчики» (1961).
- обработки латышских народных песен[7]

## Память
- Екабпилская музыкальная школа имени А. Жилинского проводит Международный конкурс для юных пианистов имени А. Жилинского.